# Fonjica (Gacko)
Fojnica är en ort i Bosnien och Hercegovina. Den ligger i entiteten Republika Srpska, i den södra delen av landet, 70 km söder om huvudstaden Sarajevo. Fojnica ligger 953 meter över havet och antalet invånare är 126.
Terrängen runt Fojnica är huvudsakligen kuperad. Fojnica ligger nere i en dal. Runt Fojnica är det ganska tätbefolkat, med 67 invånare per kvadratkilometer.. Närmaste större samhälle är Gacko, 12,9 km sydost om Fojnica.
Omgivningarna runt Fojnica är en mosaik av jordbruksmark och naturlig växtlighet.